# Karl Boden (Geologe)
Friedrich Wilhelm Karl Boden (* 16. Dezember 1882 in Einbeck; † 7. August 1939 in München) war ein deutscher Geologe und Paläontologe.

## Leben
Bodens Vater besaß eine Brauerei in Einbeck. Karl Boden studierte ab 1903 an der Kaiser-Wilhelms-Universität Straßburg bei Alexander Tornquist Geologie. Noch im selben Jahr wurde er als Boden IV im Corps Palatia Straßburg recipiert. Als geklammerter Senior und Consenior inaktiviert, wechselte er an die Ludwig-Maximilians-Universität München. Dort war August Rothpletz sein Lehrer. 1907 wurde er zum Dr. phil promoviert. Seit 1912 in München für Geologie habilitiert, wurde er 1923 Konservator an die Bayerische Staatssammlung für Paläontologie und Geologie berufen.
Er betätigte sich auf fast allen Gebieten der Geowissenschaften, von der Petrographie, Tektonik, praktischen Geologie bis zur Paläontologie und Paläogeographie. Boden befasste sich hauptsächlich mit der Geologie der bayerischen Alpen und war an der Übertragung der in den Westalpen entwickelten Deckentheorie auf die Ostalpen beteiligt und untersuchte die Stratigraphie Konglomerate und Sedimente des Tertiärs in den bayerischen Alpen und Voralpen (Molasse, Flysch). Er kartierte auch in den bayerischen Alpen.

## Schriften
- Geologisches Wanderbuch für die Bayerischen Alpen, Stuttgart: Enke, 1930, 2. Auflage 1935
- Die Fauna des unteren Oxford von Popilany in Litauen, Geolog. Paläont. Abh., NF, Band 10, Heft 2, Jena: Fischer 1911
- Geologische Aufnahme der Tegernseer Berge im Westen der Weißach, Geognostische Jahreshefte, Band 27, 1914, S. 173–213
- Geologische Untersuchungen am Geigerstein und Fockenstein bei Lenggries, Geognostisches Jahresheft, Band 28, 1915
- Geologische Beobachtungen am Nordrande des Tegernseer Flysches, Geognostische Jahreshefte, Band 33, 1921
- Beschaffenheit, Herkunft und Bedeutung des ostalpinen Molasse-Schuttes, Abh. der Geolog. Landesuntersuchung des Bayerischen Oberbergamtes, Heft 4, 1931